# Зісельс Йосиф Самуїлович
Йо́сиф Самуї́лович Зі́сельс (нар. 2 грудня 1946, Ташкент, Узбецька РСР, СРСР) — український громадський діяч та дисидент єврейського походження, діяч українського єврейського руху, виконавчий співпрезидент Вааду України, виконавчий віцепрезидент Конгресу національних громад України.

## Життєпис
Народився 2 грудня 1946 року в Ташкенті в родитні службовця залізниці, яку було туди евакуйовано під час німецько-радянської війни. 1952 року у нього померла мати. На початку 1960-х років з батьком переїхав із Кишинева до Чернівців.
У 1969 році закінчив фізичний факультет Чернівецького університету. В 1969–1970 роках служив у Військово-морському флоті СРСР. З початку 1970-х співпрацював з єврейським та загальнодемократичним підпільними рухами в СРСР. Навесні 1972 року виключений з комсомолу за виступ у захист права на репатріацію. 
У 1978 році вступає в Українську Гельсінську групу. Того ж року заарештований та засуджений до трьох років позбавлення волі в колонії посиленого режиму за «наклепницькі вигадки, що порочать радянський державний і суспільний лад». 19 жовтня 1984 року заарештовано у Чернівцях, знов засуджений до трьох років позбавлення волі в колонії суворого режиму. 1987 року відмовився від запропонованої амністії, оскільки не хотів підписувати зобов'язання з відмовою від політичної діяльності.
У 1988 році створює в Чернівцях першу єврейську організацію в Україні. У 1989 році бере участь у створенні ВААДу (Конфедерації єврейських організацій і громад) СРСР і стає його співголовою.
У 2002 році на засновницькому з'їзді Євро-Азійського Єврейського Конгресу в Москві (Росія) обраний головою Генеральної Ради. Співзасновник Музею історії та культури євреїв Буковини (2008).
Виконавчий віцепрезидент Конгресу національних громад України (КНГУ).
У 2014–2015 роках — член Конкурсної комісії, до повноважень якої входить висунення кандидатур на посаду директора Національного антикорупційного бюро України. Призначений за квотою Кабінету Міністрів України.

## Членство в НУО
- 2002 – 2014: Євро-Азійський єврейський конгрес, віцепрезидент
- 1991 – 2014: Світовий єврейський конгрес, віцепрезидент[5]
- 1999 – 2018: Єврейська конфедерація України, виконавчий віцепрезидент
- 1991 – донині: Всесвітня сіоністська організація, представник від України
- 1991 – донині: Сіоністська федерація України (СФУ), засновник. Почесний президент
- 1991 – донині: ВААД України, виконавчий співпрезидент (у 1991—2014 президент)
- 2002 – донині: Конгрес національних громад України, виконавчий віцепрезидент
- 2017 – донині: Учасник Ініціативної групи "Першого грудня"

## Громадська позиція
Один із небагатьох лідерів релігійних та світських єврейських організацій, хто у 2014 році публічно висловив проукраїнську позицію з підтримки незалежності та територіальної цілісності України й засудив Росію за військовий напад та анексію окремих частин Донецької та Луганської областей і Криму. Проукраїнська позиція Зісельса спричинила до схизми між єврейськими організаціями України та єврейськими організаціями Росії: так у березні-квітні 2014 року, після того як Зісельс, будучи на посаді президента ВААД України, виступив із критикою Російсько-української війни розпочатою російським президентом Путіним 2014 року, керівництво Євро-азійського єврейського конгресу (ЄАЄК) (член Світового єврейського конгресу, відповідальний за Росію та її колишні колонії) заявило що припиняє фінансування свого офісу ЄАЄК Київ під керівництвом Зісельса. Опісля керівництво ВААД України стало двокерівним: на додачу до Зісельса співпрезидентом став Андрій Адамовський, який наприкінці 2014 року також замінив Зісельса як віцепрезидент Світового єврейського конгресу від Вааду України.
2018 року, після того як Зісельс виступив із заявою, що саме Росія пролобіювала прийняття рішення 50 членів конгресу США про надуману «глорифікацію нацистських колаборантів», керівництво Євро-азійського єврейського конгресу (член Світового єврейського конгресу відповідальний за Росію та її колишні колонії) виключило Ваад України зі списку єврейських організацій з якими вони співпрацюють, замінивши Ваад під керівництвом Зісельса та Адамовського на Всеукраїнський єврейський конгрес під керівництвом Вадима Рабіновіча. Сам Йосиф Зісельс заявив, що Ваад вийшов зі складу Євро-азійського єврейського конгресу ще кількома місяцями раніше через порушення лідерством ЄАЄК «політичного нейтралітету».

## Нагороди
- Премія Свободи (HIAS — 1991 рік. США)
- Орден «За заслуги» III ст. (26 листопада 2005) — за вагомий особистий внесок у національне та державне відродження України, самовідданість у боротьбі за утвердження ідеалів свободи і незалежності, активну громадську діяльність[13]
- Орден «За мужність» I ст. (8 листопада 2006) — за громадянську мужність, самовідданість у боротьбі за утвердження ідеалів свободи і демократії та з нагоди 30-ї річниці створення Української Громадської Групи сприяння виконанню Гельсінкських угод[14]
- Jewish Destiny Award (AJC — 2012)
- Відзнака «На славу Чернівців» (2015)[15].
- Орден «За інтелектуальну відвагу» (Львів – 2018).
- Почесний професор Ізмаїльського гуманітарного університету (2019).
- Почесний професор Таврійського національного університету (2020).

## Літературний доробок
- Иосиф Зисельс. «Если я только для себя...». Київ: «Дух і Літера», 2000.
- Йосиф Зісельс. «Господи, Ти відкриєш уста мої… Йосип Зісельс у розмовах із Ізою Хрустлінською». Київ: «Дух і Літера», 2017 — 368 с. ISBN 978-966-378-503-5[16]
- Йосиф Зісельс. «Розсуди мої помисли».  Київ: «Дух і Літера», 2021 — 464 c. ISBN 978-966-378-845-6.